# کوکومین دومه‌ی
کوکومین دومه‌ی، اتحاد ملی شهروندان (به ژاپنی: 国民同盟 Kokumin Dōmei) یک حزب سیاسی فاشیست ژاپنی، دولت گرایی شووا که در ژاپن در دهه ۱۹۳۰ فعال بود.